# Jrakahpayung
Jrakahpayung is een bestuurslaag in het regentschap Batang van de provincie Midden-Java, Indonesië. Jrakahpayung telt 3291 inwoners (volkstelling 2010).